# Franciszek Sołtys
Franciszek Sołtys (ur. 15 sierpnia 1908 w Krzątce, zm. 20 listopada 1983 w Rzeszowie) – działacz robotniczy i komunistyczny, funkcjonariusz Ministerstwa Bezpieczeństwa Publicznego i Milicji Obywatelskiej.

## Życiorys
Urodził się 15 sierpnia 1908 w Krzątce  . Był synem Jana i Marii . W wieku nastoletnim zarabiał pracując u bogatych gospodarzy . Zaangażował się w działalność w radykalnym ruchu ludowym i robotniczym . Był przewodniczącym miejscowego koła Związku Młodzieży Wiejskiej RP „Wici” . Od 1933 współpracował z działaczami Komunistycznej Partii Polski, kolportując ich wydawnictwa i występując na antysanacyjnych wiecach .
Podczas II wojny światowej od 1942 był działaczem Polskiej Partii Robotniczej, pełnił funkcję sekretarza komitetu dzielnicy PPR . Był członkiem sztabu Podokręgu Gwardii Ludowej . Na obszarze ziemi kolbuszowskiej organizował pierwsze komórki partyjne i „piątki” GL . Po nastaniu Polski Ludowej objął stanowisko sekretarza Komitetu Powiatowego w Kolbuszowej . Był członkiem Prezydium Powiatowej Rady Narodowej .

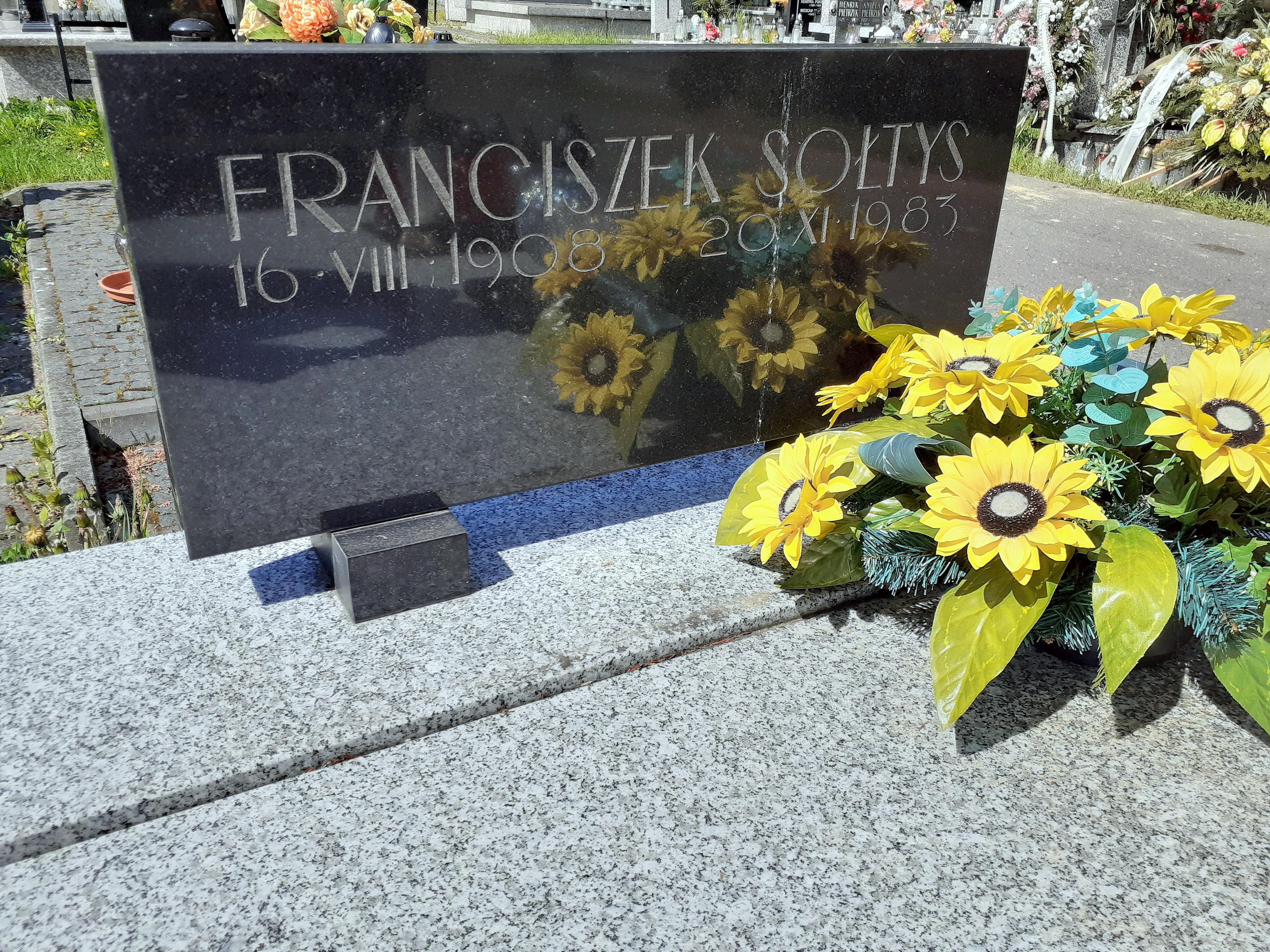
Nagrobek Franciszka Sołtysa

Skierowany przez partię został funkcjonariuszem Ministerstwa Bezpieczeństwa Publicznego  . Od 1 stycznia 1945 był referentem w Powiatowym Urzędzie Bezpieczeństwa Publicznego w Kolbuszowej, a od 22 maja 1945 do 30 kwietnia 1947 w stopniu podporucznika był p.o. kierownika PUBP w Kolbuszowej . Od 1 maja 1947 pozostawał do dyspozycji szefa Wojewódzkiego Urzędu Bezpieczeństwa Publicznego w Rzeszowie . Od 1 października 1947 do 31 lipca 1951 w stopniu porucznika był zastępcą szefa PUBP w Rzeszowie . Od 1 sierpnia 1951 do 30 czerwca 1952 był zastępcą szefa PUBP w Jaśle . Od 1 lipca 1952 do 30 września 1954 był zastępcą szefa PUBP w Gorlicach . W tym okresie od 5 marca do 1 maja 1953 odbywał krótkoterminowy kurs przeszkolenia szefów i zastępców szefów PUBP w OS MBP w Warszawie . Od 1 października 1954 był zastępcą szefa PUBP w Sanoku, a dalej od 1 kwietnia 1955 do 31 grudnia 1956 w stopniu kapitana był zastępcą szefa PUdsBP w Sanoku . W 1956 odbywał sześciotygodniowy kurs powiatowego aktywu kierowniczego w OS MBP w Warszawie . Od 1 stycznia 1957 pełnił stanowisko starszego oficera operacyjnego w referacie ds. bezpieczeństwa Komendy Powiatowej Milicji Obywatelskiej w Sanoku . Od 1 czerwca 1958 do 31 sierpnia 1960 nadal w stopniu kapitana był zastępcą komendanta ds. bezpieczeństwa PUBP w Sanoku . Z uwagi na stan zdrowia w 1960 przeszedł na rentę .
Był działaczem oddziału powiatowego w Sanoku Związku Bojowników o Wolność i Demokrację, 7 grudnia 1958 wybrany przewodniczącym zarządu, ponownie 12 marca 1961, 17 marca 1963, po czym w sierpniu 1965 ustąpił z funkcji z powodu wyjazdu na stałe do Rzeszowa. Kierował terenową POP PZPR w Rzeszowie . W tym mieście działał w osiedlowym komitecie ZBoWiD .
Został odznaczony Krzyżem Komandorskim i Krzyżem Kawalerskim Orderu Odrodzenia Polski oraz Krzyżem Partyzanckim .
Zmarł 20 listopada 1983 w Rzeszowie . Został pochowany na cmentarzu Wilkowyja w Rzeszowie 23 listopada 1983 .